# رود تولوما
رود تولوما (انگلیسی: Tuloma) یک رودخانه در استان مورمانسک کشور روسیه است.